# Sukeban Deka – Der Film
Sukeban Deka – Der Film (jap. スケバン刑事, dt. „Mädchenbanden-Bulle“) ist ein japanischer Actionfilm der Tōei in Zusammenarbeit mit Fuji Television aus dem Jahr 1987, basierend auf den gleichnamigen Shōjo-Mangas von Shinji Wada. Regie führte Hideo Tanaka. Das Werk erschien am 14. Februar 1987 in Japan und am 21. September 2007 in Deutschland (auf DVD). Die Inszenierung wurde nicht synchronisiert und ist daher in der japanischen Originalsprache mit deutschen Untertiteln verfügbar.
Der Manga wurde bereits zuvor durch eine 108-teilige Fernsehserie adaptiert, die ab 1985 in drei Staffeln ausgestrahlt wurde. Die einzelnen Staffeln gliedern sich in drei eigenständige Zyklen mit unterschiedlichen japanischen Idolen in der Rolle der Titelheldin Saki Asamiya. In der ersten Staffel wurde der Charakter von Yuki Saitō, in der zweiten Staffel von Yōko Minamino und in der dritten Staffel von Yui Asaka verkörpert. Zudem umfasst die Serie noch zwei TV-Specials. Die vorliegende Inszenierung reiht sich als Bindeglied zwischen der zweiten und dritten Staffel der Fernsehserie ein.
Der Film erfuhr 1988 mit Sukeban Deka – Die Kazama-Schwestern schlagen zurück einen Nachzügler. 2006 folgte mit Yo-Yo Girl Cop unter der Regie von Kenta Fukasaku eine weitere Adaption des Stoffes.

## Handlung
Das 18-jährige Schulmädchen Yōko Godai ist eine zur Polizeiarbeit gezwungene, im Geheimen arbeitende Undercover-Spezialagentin, Codename Saki Asamiya, die mit einem Yo-Yo bewaffnet größenwahnsinnige Gesetzesbrecher aus dem Weg räumt. Eines Tages entschließt sich die Schuluniform tragende Schönheit, deren Herkunft im Dunklen liegt, den Polizeidienst zu quittieren.
Nachstehend wird Saki auf offener Straße von einem flüchtenden Passanten angerempelt, der bei dem Zwischenfall einige Dokumente verliert. Die gutgläubige Frau greift sich die Akten und folgt dem Unbekannten in einen öffentlichen Bus, in den auch zwei dunkle Gestalten zusteigen. Als sie ihren Fund übergeben will, reagiert der Besitzer abweisend, nahezu apathisch. Saki erkennt dessen Notlage und verwickelt die beiden bewaffneten Schläger in einen Kampf. Während des wilden Handgemenges verunglückt der Bus. Die wenigen Passagiere verlieren das Bewusstsein. Als sie erwachen, befinden sich Saki und der flüchtige Jüngling namens Kazuo gefesselt in den Händen von Kriminellen. Der Befehlsgeber Hattori, ein Cyborg, foltert nachfolgend die Agentin, um Kazuo zum Reden zu bewegen – was auch gelingt.
Hattori ist der zwielichtige Direktor einer Privatschule, deren vordergründiges Ziel es ist, auffällig gewordene Schüler umzuerziehen. In Wirklichkeit plant er jedoch mit Hilfe eines befreundeten Spitzenpolitikers einen bevorstehenden Staatsstreich. Hierfür drillt er auf einer kleinen Insel unweit von Tokio seine Schützlinge mit militärischer Disziplin. Das Internat ist eine paramilitärische Ausbildungsstätte für zukünftige Attentäter. Flüchtlinge wie Kazuo und dessen verschollener Freund Kikuo werden misshandelt und bestraft.
Irgendwann gelingen Saki und Kazuo die Flucht von der sogenannten „Höllenburg“. Im Anschluss besucht Saki eine ehemalige Kollegin, die sich dem Duo spontan zur Rettung der Schülerschaft anschließt. Zu ihnen gesellt sich auch noch Megumi, die kleine Schwester des zweiten Flüchtlings Kikuo. Nachdem Saki weitere Kampfgenossinnen um sich schart, wird die Truppe urplötzlich angegriffen. Kazuo wird tödlich verletzt. Die verbitterte Hauptdarstellerin intensiviert daraufhin ihre Bestrebungen, die unfreiwilligen Rekruten zu befreien. Mit neuen Superwaffen ausgestattet, erreichen schließlich fünf der Mädchen das Eiland, Hattoris Stützpunkt. Dort werden sie allerdings feindselig empfangen. Megumi erweist sich als Verräterin. Trotzdem können Saki und ihre Freunde die Situation meistern, die eingesperrten Schüler befreien und ihnen zur Flucht verhelfen. In einem finalen Kraftakt töten Saki und die reuige Megumi, die wenig später einer Verletzung erliegt, Bösewicht Hattori und dessen Gefolge.
Am Ende flüchten die Girl Cops gemeinsam mit den Schülern von der Insel, die wenig später in einer gewaltigen Explosion vollständig zerstört wird. In der letzten Szene erwählt der am Putsch beteiligte Staatsbeamte den Freitod.

## Auszeichnungen
Japanese Academy Award
- 1988: Preis in der Kategorie Bester Nachwuchsdarsteller für Yōko Minamino

Mainichi Eiga Concours
- 1988: Sponichi Grand Prix für den besten Nachwuchsdarsteller für Yōko Minamino

## Kritiken
Das Lexikon des internationalen Films schrieb, der Film sei ein „triviales Action-Epos“.